# Leonid Kuźmin
Leonid Filippowicz Kuźmin (ros. Леони́д Фили́ппович Кузьми́н, ur. 28 marca 1930, zm. 2016) – radziecki i rosyjski dyplomata.

## Życiorys
W 1953 ukończył Moskiewski Państwowy Instytut Stosunków Międzynarodowych, został członkiem KPZR, pracował w centralnym aparacie Ministerstwa Spraw Zagranicznych ZSRR i radzieckich przedstawicielstwach za granicą, 1968-1972 był posłem-radcą Ambasady ZSRR w Brazylii. Od 28 lutego 1975 do 29 kwietnia 1973 był ambasadorem nadzwyczajnym i pełnomocnym ZSRR w Peru, 1983-1986 zastępcą kierownika, a 1986-1988 kierownikiem Wydziału II Latynoamerykańskiego MSZ ZSRR, od 8 września 1988 do 3 września 1992 ambasadorem nadzwyczajnym i pełnomocnym ZSRR/Rosji w Brazylii, następnie przeszedł na emeryturę.

## Odznaczenia
- Order Czerwonego Sztandaru Pracy
- Order Przyjaźni Narodów
- Order „Znak Honoru”